# Emin Bayram
Emin Bayram (Estambul, Turquía, 2 de abril de 2003) es un futbolista turco que juega de defensa en el K. V. C. Westerlo.

## Trayectoria
Jugó su primer partido con el Galatasaray el 4 de diciembre de 2019, en el partido del Tuzlaspor de la Copa de Turquía. Aunque el Galatasaray perdió 0-2, Bayram fue admirado por su actuación. En los siguientes partidos de la Liga de Campeones de la UEFA, esperó en la caseta.
Jugó su primer partido de liga con el Galatasaray el 26 de enero de 2020, a domicilio frente al Konyaspor. Bayram, que fue incluido en el partido en la prórroga, terminó el partido antes de que pudiera jugar mucho.
Saltó al campo como capitán del Galatasaray por primera vez en su carrera en el partido contra el Ankaragücü el 12 de julio de 2020.
El 1 de febrero de 2021 firmó un contrato de cesión con el Boluspor. El 12 de julio de 2021 el Boluspor, uno de los equipos de la TFF Primera División, contrató al joven defensa Bayram, procedente del Galatasaray S. K. Bayram, que fue cedido al Boluspor a mitad de la temporada pasada, jugó 10 partidos con la camiseta rojiblanca. El jugador, de 18 años, retomó el camino hacia el equipo del Mar Negro.
Se proclamó campeón de la Superliga de Turquía en la temporada 2022-23 con el Galatasaray S. K.. Derrotó Ankaragücü por 4-1 a domicilio en el partido disputado en la 36ª semana el 30 de mayo de 2023, el Galatasaray se aseguró el liderato a 2 semanas del final y ganó el 23º campeonato de su historia.
El 6 de septiembre de 2023 fichó por el K. V. C. Westerlo en calidad de cedido por una temporada.
El 30 de julio de 2024 el Galatasaray S. K. anunció su traspaso al K. V. C. Westerlo por una cantidad de 4,000,00 euros.

## Estadísticas

### Clubes
Actualizado al último partido disputado el 1 de noviembre de 2024.
| Club                        | Div.          | Temporada     | Liga  | Liga  | Copas nacionales | Copas nacionales | Copas internacionales | Copas internacionales | Total | Total |
| Club                        | Div.          | Temporada     | Part. | Goles | Part.            | Goles            | Part.                 | Goles                 | Part. | Goles |
| --------------------------- | ------------- | ------------- | ----- | ----- | ---------------- | ---------------- | --------------------- | --------------------- | ----- | ----- |
| Galatasaray S. K. Turquía   | 1.ª           | 2019-20       | 4     | 0     | 1                | 0                | ―                     | ―                     | 5     | 0     |
| Galatasaray S. K. Turquía   | 1.ª           | 2020-21       | 2     | 0     | 1                | 0                | ―                     | ―                     | 3     | 0     |
| Boluspor Turquía            | 2.ª           | 2020-21       | 10    | 0     | —                | —                | ―                     | ―                     | 10    | 0     |
| Boluspor Turquía            | 2.ª           | 2021-22       | 29    | 2     | 1                | 0                | ―                     | ―                     | 30    | 2     |
| Boluspor Turquía            | Total club    | Total club    | 39    | 2     | 1                | 0                | 0                     | 0                     | 40    | 2     |
| Galatasaray S. K. Turquía   | 1.ª           | 2022-23       | 7     | 0     | 4                | 0                | ―                     | ―                     | 11    | 0     |
| Galatasaray S. K. Turquía   | 1.ª           | 2023-24       | 0     | 0     | ―                | ―                | 1                     | 0                     | 1     | 0     |
| Galatasaray S. K. Turquía   | Total club    | Total club    | 13    | 0     | 6                | 0                | 1                     | 0                     | 20    | 0     |
| K. V. C. Westerlo · Bélgica | 1.ª           | 2023-24       | 23    | 1     | 1                | 0                | —                     | —                     | 24    | 1     |
| K. V. C. Westerlo · Bélgica | 1.ª           | 2024-25       | 7     | 1     | 0                | 0                | —                     | —                     | 7     | 1     |
| K. V. C. Westerlo · Bélgica | Total club    | Total club    | 30    | 1     | 1                | 0                | 0                     | 0                     | 31    | 1     |
| Total carrera               | Total carrera | Total carrera | 82    | 3     | 8                | 0                | 1                     | 0                     | 91    | 3     |

## Palmarés

### Títulos nacionales
| Título               | Club              | País    | Año  |
| -------------------- | ----------------- | ------- | ---- |
| Superliga de Turquía | Galatasaray S. K. | Turquía | 2023 |